# گرگانا کیریلووا
گرگانا کیریلووا (بلغاری: Гергана Кирилова؛ زادهٔ ۱۸ ژوئن ۱۹۷۲) وزنه‌بردار اهل بلغارستان است. وی در مسابقات کشوری و بین‌المللی در مجموع برندهٔ ۱ مدال برنز شده‌است.